# Cicindela senilis
Cicindela senilis este o specie de insecte coleoptere descrisă de G. Horn în anul 1866. Cicindela senilis face parte din genul Cicindela, familia Carabidae. Această specie nu are alte subspecii cunoscute.